# Raphionacme loandae
Raphionacme loandae är en oleanderväxtart som beskrevs av Rudolf Schlechter och Rendle. Raphionacme loandae ingår i släktet Raphionacme och familjen oleanderväxter. Inga underarter finns listade i Catalogue of Life.